# サルダール
サルダール(Serdar)とは、オスマン帝国の軍の階級の一つ。モンテネグロとセルビアでの貴族の爵位の一つ。語義は頭を意味するserと所有者を意味するdarに分かれる。サルダールは特にオスマン帝国の国境に置かれた。サルダールたちはその土地の軍事を代表した（例、イェニチェのバルバロス・ハイレッディンの父のヤークープ・アーガー）。
サルダールはまたモンテネグロ公国とセルビア公国では伯爵を含めたヴォイヴォダ (公爵)の下位の爵位である。モンテネグロ王室とセルビア王室はサルダールの称号を与えている（例：ヤンコ・ヴコヴィッチ伯） 。

## 語源
"Serdar"はペルシア語で軍司令官を表す"Sar-dar"からトルコ語に取り入れられた。"Ser"（"sar"の転訛）は「頭」、"dar"は「持つ」を意味する動詞（"dashtan"）の語根である。

## 使用例
- サルダールはトルコでは男性の名前として使用される。
- トルコ語の「サルダール・エルケム（w:Serdar-ı Ekrem）」あるいは「サルダール・アザム (w:Serdar-ı Azam) 」は最高司令官を意味し、したがってオスマン帝国では大宰相を指すことがある。
- サルダールはトルコ語では（古風な感じを含めて）本来の「最高司令官」の意味で使用される。たとえば"Ordunun serdarı yiğit savaşçılarına saldırı emrini verdi"は「軍の最高司令官は勇敢な戦士たちに攻撃を命じた」となる。
- 英語ではserdar, sardar, sirdar,とつづる。いずれも最高司令官の意味である。しかしいつも具体的に使われるわけではない。

## 参照
- サルダールあるいはギュズィラルバートはトルクメニスタンの都市である。

## サルダールを題材とした作品
- コーカサスの風景 - ミハイル・イッポリトフ＝イワノフの管弦楽組曲。第4楽章「酋長の行列」の「酋長」はサルダールを指す。